# Великий уравнитель (фильм)
«Великий уравнитель» (англ. The Equalizer) — американский боевик-триллер 2014 года, девятый полнометражный фильм режиссёра Антуана Фукуа и сценариста Ричарда Уэнка. Он основан на одноимённом телесериале 1980-х годов и является первым из трёх фильмов с Дензелом Вашингтоном в главной роли. В актёрском составе — Мартон Чокаш, Хлоя Грейс Морец, Дэвид Харбор, Билл Пуллман и Мелисса Лео. Вашингтон играет Роберта Макколла, бывшего морского пехотинца и бывшего офицера разведывательного управления Министерства обороны, который неохотно возвращается к активной деятельности, чтобы защитить подростка, ставшего жертвой торговли людьми, от членов русской мафии.
Основные съёмки проходили в Массачусетсе с мая по сентябрь 2013 года. Мировая премьера состоялась на кинофестивале в Торонто 7 сентября 2014 года, а в кинотеатрах по всему миру он был выпущен 26 сентября 2014 года. Фильм получил смешанные отзывы критиков и собрал в мировом прокате 192,3 миллиона долларов. Сиквелы под названием «Великий уравнитель 2» были выпущены 20 июля 2018 года, а «Великий уравнитель 3» — 1 сентября 2023 года.

## Сюжет
Роберт Макколл, отставной морской пехотинец и оперативник DCS РУМО, исполняя желание своей недавно умершей жены, оставил своё боевое прошлое позади и теперь живёт в Бостоне обычной жизнью сотрудника хозяйственного магазина «Хоум Март». Макколл сдружился со многими своими коллегами и тренирует одного из своих коллег по имени Ральф для должности охранника магазина. Из-за бессонницы Макколл проводит ночи за чтением книг, сидя в круглосуточно работающей закусочной, в которой знакомится с несовершеннолетней проституткой Алиной, работающей на русскую мафию.
Однажды Алину сильно избивает сутенёр Слави, и её кладут в больницу. Услышав об избиении, Макколл навещает её в больнице и выясняет обстоятельства произошедшего у её подруги Мэнди. Макколл приходит в офис Слави и предлагает выкуп за свободу Алины — 9800$. Слави отказывается, после чего Макколл убивает Слави и четверых его людей.
После убийства босс русской мафии Владимир Пушкин посылает своего боевика Тедди Ренсона найти и устранить виновного в убийстве. Тем временем Ральф бросает попытки стать охранником магазина и идёт работать к матери в закусочную своей семьи. Когда Макколл узнаёт, что закусочная была подожжена коррумпированными полицейскими, он противостоит им и избивает их, вынуждая вернуть все деньги, что они вымогали, и угрожает предать огласке их преступления. После чего Ральф возвращается в «Хоум Март», проходит тест и становится охранником магазина.
Расследуя убийство приспешников Пушкина, Ренсон допрашивает подругу Алины Мэнди, которая говорит ему, что в больницу приходил добрый чернокожий мужчина. Затем Ренсон убивает Мэнди. В «Хоум Март» происходит ограбление, в котором преступник крадёт кольцо коллеги Макколла. Потом кольцо таинственным образом возвращается к женщине, а Макколл в кадре протирает и возвращает на место кувалду из магазина.
После того как Ренсон получает видео, на котором Макколл заходит в здание, где были убиты Слави и другие бандиты, Ренсон приходит к Макколлу в квартиру и позже делает две попытки поймать его. Убивая одного из людей Ренсона и нокаутируя другого, Макколл уходит от преследования.
Далее Макколл отправляется к своей старой подруге и бывшей соратнице по РУМО Сюзанне Пламмер, с помощью которой он получает информацию о Пушкине и его финансовых операциях. Пламмер сообщает Макколлу, что настоящее имя Тедди Ренсона — Николай Итченко, и что он бывший член спецназа и тайной полиции. Также Пламмер разрешает Макколлу нарушить обещание уйти на покой, которое он дал своей покойной жене.
Решая противостоять Пушкину, Макколл заставляет Фрэнка Мастерса — коррумпированного полицейского, работающего на Пушкевича, — помочь уничтожить одну из местных контор Пушкина по отмыванию денег. От Мастерса Макколл получает флешку с информацией о незаконных делах Пушкина (включающие подкуп конгрессменов и сенаторов), которую он отсылает в ФБР. Затем Макколл встречается с Итченко в ресторане и сообщает ему, что знает его биографию, и обещает уничтожить криминальный бизнес Пушкина. После того как Макколл уничтожает грузовое судно, на котором Пушкин перевозил контрабанду, тот приказывает Итченко убить Макколла.
Итченко и его люди едут в «Хоум Март», где берут в заложники Ральфа и нескольких его коллег, угрожая убить их, если Макколл не сдастся. Макколл, делая ловушки из товаров магазина, убивает людей Итченко, пока его не ранят. После схватки Макколла с одним из людей Итченко Ральф вытаскивает раненого Макколла из магазина, но в процессе Ральфа подстреливают в ногу. После того, как Ральфа отпускают, Макколл выходит один на один с Итченко и убивает его из гвоздезабивного пистолета.
Тремя днями позже Макколл приезжает в поместье Пушкина и хитростью убивает его электрическим током. По возвращении в США его встречает Алина, которая оправилась от увечий и нашла новую работу. Она благодарит его за то, что он дал ей шанс начать новую жизнь. Макколл, вдохновлённый таким исходом дела, решает использовать свои навыки оперативника для помощи нуждающимся людям и размещает об этом объявление в Интернете, подписавшись псевдонимом Уравнитель. Вскоре по этому объявлению он получает просьбу о помощи и отвечает на неё.

### Шахматы
Приехав в гости, играет в шахматы с писателем Брайаном Пламмером:
|   | a | b | c | d | e | f | g | h |   |
| - | --- | --- | --- | --- | --- | --- | --- | --- | - |
| 8 | a8 чёрная ладья · c8 чёрный слон · d8 чёрный ферзь · e8 чёрный король · f8 чёрный слон · b7 чёрная пешка · d7 чёрная пешка · g7 чёрная пешка · a6 чёрный конь · c6 чёрная пешка · h6 чёрная ладья · d5 чёрная пешка · f5 чёрная пешка · c4 белый слон · e4 белая пешка · a3 белый конь · f3 белый ферзь · h3 белая пешка · b2 белая пешка · c2 белая пешка · d2 белая пешка · e2 белый слон · f2 белая пешка · g2 белая пешка · e1 белый король · g1 белый конь | a8 чёрная ладья · c8 чёрный слон · d8 чёрный ферзь · e8 чёрный король · f8 чёрный слон · b7 чёрная пешка · d7 чёрная пешка · g7 чёрная пешка · a6 чёрный конь · c6 чёрная пешка · h6 чёрная ладья · d5 чёрная пешка · f5 чёрная пешка · c4 белый слон · e4 белая пешка · a3 белый конь · f3 белый ферзь · h3 белая пешка · b2 белая пешка · c2 белая пешка · d2 белая пешка · e2 белый слон · f2 белая пешка · g2 белая пешка · e1 белый король · g1 белый конь | a8 чёрная ладья · c8 чёрный слон · d8 чёрный ферзь · e8 чёрный король · f8 чёрный слон · b7 чёрная пешка · d7 чёрная пешка · g7 чёрная пешка · a6 чёрный конь · c6 чёрная пешка · h6 чёрная ладья · d5 чёрная пешка · f5 чёрная пешка · c4 белый слон · e4 белая пешка · a3 белый конь · f3 белый ферзь · h3 белая пешка · b2 белая пешка · c2 белая пешка · d2 белая пешка · e2 белый слон · f2 белая пешка · g2 белая пешка · e1 белый король · g1 белый конь | a8 чёрная ладья · c8 чёрный слон · d8 чёрный ферзь · e8 чёрный король · f8 чёрный слон · b7 чёрная пешка · d7 чёрная пешка · g7 чёрная пешка · a6 чёрный конь · c6 чёрная пешка · h6 чёрная ладья · d5 чёрная пешка · f5 чёрная пешка · c4 белый слон · e4 белая пешка · a3 белый конь · f3 белый ферзь · h3 белая пешка · b2 белая пешка · c2 белая пешка · d2 белая пешка · e2 белый слон · f2 белая пешка · g2 белая пешка · e1 белый король · g1 белый конь | a8 чёрная ладья · c8 чёрный слон · d8 чёрный ферзь · e8 чёрный король · f8 чёрный слон · b7 чёрная пешка · d7 чёрная пешка · g7 чёрная пешка · a6 чёрный конь · c6 чёрная пешка · h6 чёрная ладья · d5 чёрная пешка · f5 чёрная пешка · c4 белый слон · e4 белая пешка · a3 белый конь · f3 белый ферзь · h3 белая пешка · b2 белая пешка · c2 белая пешка · d2 белая пешка · e2 белый слон · f2 белая пешка · g2 белая пешка · e1 белый король · g1 белый конь | a8 чёрная ладья · c8 чёрный слон · d8 чёрный ферзь · e8 чёрный король · f8 чёрный слон · b7 чёрная пешка · d7 чёрная пешка · g7 чёрная пешка · a6 чёрный конь · c6 чёрная пешка · h6 чёрная ладья · d5 чёрная пешка · f5 чёрная пешка · c4 белый слон · e4 белая пешка · a3 белый конь · f3 белый ферзь · h3 белая пешка · b2 белая пешка · c2 белая пешка · d2 белая пешка · e2 белый слон · f2 белая пешка · g2 белая пешка · e1 белый король · g1 белый конь | a8 чёрная ладья · c8 чёрный слон · d8 чёрный ферзь · e8 чёрный король · f8 чёрный слон · b7 чёрная пешка · d7 чёрная пешка · g7 чёрная пешка · a6 чёрный конь · c6 чёрная пешка · h6 чёрная ладья · d5 чёрная пешка · f5 чёрная пешка · c4 белый слон · e4 белая пешка · a3 белый конь · f3 белый ферзь · h3 белая пешка · b2 белая пешка · c2 белая пешка · d2 белая пешка · e2 белый слон · f2 белая пешка · g2 белая пешка · e1 белый король · g1 белый конь | a8 чёрная ладья · c8 чёрный слон · d8 чёрный ферзь · e8 чёрный король · f8 чёрный слон · b7 чёрная пешка · d7 чёрная пешка · g7 чёрная пешка · a6 чёрный конь · c6 чёрная пешка · h6 чёрная ладья · d5 чёрная пешка · f5 чёрная пешка · c4 белый слон · e4 белая пешка · a3 белый конь · f3 белый ферзь · h3 белая пешка · b2 белая пешка · c2 белая пешка · d2 белая пешка · e2 белый слон · f2 белая пешка · g2 белая пешка · e1 белый король · g1 белый конь | 8 |
| 7 | a8 чёрная ладья · c8 чёрный слон · d8 чёрный ферзь · e8 чёрный король · f8 чёрный слон · b7 чёрная пешка · d7 чёрная пешка · g7 чёрная пешка · a6 чёрный конь · c6 чёрная пешка · h6 чёрная ладья · d5 чёрная пешка · f5 чёрная пешка · c4 белый слон · e4 белая пешка · a3 белый конь · f3 белый ферзь · h3 белая пешка · b2 белая пешка · c2 белая пешка · d2 белая пешка · e2 белый слон · f2 белая пешка · g2 белая пешка · e1 белый король · g1 белый конь | a8 чёрная ладья · c8 чёрный слон · d8 чёрный ферзь · e8 чёрный король · f8 чёрный слон · b7 чёрная пешка · d7 чёрная пешка · g7 чёрная пешка · a6 чёрный конь · c6 чёрная пешка · h6 чёрная ладья · d5 чёрная пешка · f5 чёрная пешка · c4 белый слон · e4 белая пешка · a3 белый конь · f3 белый ферзь · h3 белая пешка · b2 белая пешка · c2 белая пешка · d2 белая пешка · e2 белый слон · f2 белая пешка · g2 белая пешка · e1 белый король · g1 белый конь | a8 чёрная ладья · c8 чёрный слон · d8 чёрный ферзь · e8 чёрный король · f8 чёрный слон · b7 чёрная пешка · d7 чёрная пешка · g7 чёрная пешка · a6 чёрный конь · c6 чёрная пешка · h6 чёрная ладья · d5 чёрная пешка · f5 чёрная пешка · c4 белый слон · e4 белая пешка · a3 белый конь · f3 белый ферзь · h3 белая пешка · b2 белая пешка · c2 белая пешка · d2 белая пешка · e2 белый слон · f2 белая пешка · g2 белая пешка · e1 белый король · g1 белый конь | a8 чёрная ладья · c8 чёрный слон · d8 чёрный ферзь · e8 чёрный король · f8 чёрный слон · b7 чёрная пешка · d7 чёрная пешка · g7 чёрная пешка · a6 чёрный конь · c6 чёрная пешка · h6 чёрная ладья · d5 чёрная пешка · f5 чёрная пешка · c4 белый слон · e4 белая пешка · a3 белый конь · f3 белый ферзь · h3 белая пешка · b2 белая пешка · c2 белая пешка · d2 белая пешка · e2 белый слон · f2 белая пешка · g2 белая пешка · e1 белый король · g1 белый конь | a8 чёрная ладья · c8 чёрный слон · d8 чёрный ферзь · e8 чёрный король · f8 чёрный слон · b7 чёрная пешка · d7 чёрная пешка · g7 чёрная пешка · a6 чёрный конь · c6 чёрная пешка · h6 чёрная ладья · d5 чёрная пешка · f5 чёрная пешка · c4 белый слон · e4 белая пешка · a3 белый конь · f3 белый ферзь · h3 белая пешка · b2 белая пешка · c2 белая пешка · d2 белая пешка · e2 белый слон · f2 белая пешка · g2 белая пешка · e1 белый король · g1 белый конь | a8 чёрная ладья · c8 чёрный слон · d8 чёрный ферзь · e8 чёрный король · f8 чёрный слон · b7 чёрная пешка · d7 чёрная пешка · g7 чёрная пешка · a6 чёрный конь · c6 чёрная пешка · h6 чёрная ладья · d5 чёрная пешка · f5 чёрная пешка · c4 белый слон · e4 белая пешка · a3 белый конь · f3 белый ферзь · h3 белая пешка · b2 белая пешка · c2 белая пешка · d2 белая пешка · e2 белый слон · f2 белая пешка · g2 белая пешка · e1 белый король · g1 белый конь | a8 чёрная ладья · c8 чёрный слон · d8 чёрный ферзь · e8 чёрный король · f8 чёрный слон · b7 чёрная пешка · d7 чёрная пешка · g7 чёрная пешка · a6 чёрный конь · c6 чёрная пешка · h6 чёрная ладья · d5 чёрная пешка · f5 чёрная пешка · c4 белый слон · e4 белая пешка · a3 белый конь · f3 белый ферзь · h3 белая пешка · b2 белая пешка · c2 белая пешка · d2 белая пешка · e2 белый слон · f2 белая пешка · g2 белая пешка · e1 белый король · g1 белый конь | a8 чёрная ладья · c8 чёрный слон · d8 чёрный ферзь · e8 чёрный король · f8 чёрный слон · b7 чёрная пешка · d7 чёрная пешка · g7 чёрная пешка · a6 чёрный конь · c6 чёрная пешка · h6 чёрная ладья · d5 чёрная пешка · f5 чёрная пешка · c4 белый слон · e4 белая пешка · a3 белый конь · f3 белый ферзь · h3 белая пешка · b2 белая пешка · c2 белая пешка · d2 белая пешка · e2 белый слон · f2 белая пешка · g2 белая пешка · e1 белый король · g1 белый конь | 7 |
| 6 | a8 чёрная ладья · c8 чёрный слон · d8 чёрный ферзь · e8 чёрный король · f8 чёрный слон · b7 чёрная пешка · d7 чёрная пешка · g7 чёрная пешка · a6 чёрный конь · c6 чёрная пешка · h6 чёрная ладья · d5 чёрная пешка · f5 чёрная пешка · c4 белый слон · e4 белая пешка · a3 белый конь · f3 белый ферзь · h3 белая пешка · b2 белая пешка · c2 белая пешка · d2 белая пешка · e2 белый слон · f2 белая пешка · g2 белая пешка · e1 белый король · g1 белый конь | a8 чёрная ладья · c8 чёрный слон · d8 чёрный ферзь · e8 чёрный король · f8 чёрный слон · b7 чёрная пешка · d7 чёрная пешка · g7 чёрная пешка · a6 чёрный конь · c6 чёрная пешка · h6 чёрная ладья · d5 чёрная пешка · f5 чёрная пешка · c4 белый слон · e4 белая пешка · a3 белый конь · f3 белый ферзь · h3 белая пешка · b2 белая пешка · c2 белая пешка · d2 белая пешка · e2 белый слон · f2 белая пешка · g2 белая пешка · e1 белый король · g1 белый конь | a8 чёрная ладья · c8 чёрный слон · d8 чёрный ферзь · e8 чёрный король · f8 чёрный слон · b7 чёрная пешка · d7 чёрная пешка · g7 чёрная пешка · a6 чёрный конь · c6 чёрная пешка · h6 чёрная ладья · d5 чёрная пешка · f5 чёрная пешка · c4 белый слон · e4 белая пешка · a3 белый конь · f3 белый ферзь · h3 белая пешка · b2 белая пешка · c2 белая пешка · d2 белая пешка · e2 белый слон · f2 белая пешка · g2 белая пешка · e1 белый король · g1 белый конь | a8 чёрная ладья · c8 чёрный слон · d8 чёрный ферзь · e8 чёрный король · f8 чёрный слон · b7 чёрная пешка · d7 чёрная пешка · g7 чёрная пешка · a6 чёрный конь · c6 чёрная пешка · h6 чёрная ладья · d5 чёрная пешка · f5 чёрная пешка · c4 белый слон · e4 белая пешка · a3 белый конь · f3 белый ферзь · h3 белая пешка · b2 белая пешка · c2 белая пешка · d2 белая пешка · e2 белый слон · f2 белая пешка · g2 белая пешка · e1 белый король · g1 белый конь | a8 чёрная ладья · c8 чёрный слон · d8 чёрный ферзь · e8 чёрный король · f8 чёрный слон · b7 чёрная пешка · d7 чёрная пешка · g7 чёрная пешка · a6 чёрный конь · c6 чёрная пешка · h6 чёрная ладья · d5 чёрная пешка · f5 чёрная пешка · c4 белый слон · e4 белая пешка · a3 белый конь · f3 белый ферзь · h3 белая пешка · b2 белая пешка · c2 белая пешка · d2 белая пешка · e2 белый слон · f2 белая пешка · g2 белая пешка · e1 белый король · g1 белый конь | a8 чёрная ладья · c8 чёрный слон · d8 чёрный ферзь · e8 чёрный король · f8 чёрный слон · b7 чёрная пешка · d7 чёрная пешка · g7 чёрная пешка · a6 чёрный конь · c6 чёрная пешка · h6 чёрная ладья · d5 чёрная пешка · f5 чёрная пешка · c4 белый слон · e4 белая пешка · a3 белый конь · f3 белый ферзь · h3 белая пешка · b2 белая пешка · c2 белая пешка · d2 белая пешка · e2 белый слон · f2 белая пешка · g2 белая пешка · e1 белый король · g1 белый конь | a8 чёрная ладья · c8 чёрный слон · d8 чёрный ферзь · e8 чёрный король · f8 чёрный слон · b7 чёрная пешка · d7 чёрная пешка · g7 чёрная пешка · a6 чёрный конь · c6 чёрная пешка · h6 чёрная ладья · d5 чёрная пешка · f5 чёрная пешка · c4 белый слон · e4 белая пешка · a3 белый конь · f3 белый ферзь · h3 белая пешка · b2 белая пешка · c2 белая пешка · d2 белая пешка · e2 белый слон · f2 белая пешка · g2 белая пешка · e1 белый король · g1 белый конь | a8 чёрная ладья · c8 чёрный слон · d8 чёрный ферзь · e8 чёрный король · f8 чёрный слон · b7 чёрная пешка · d7 чёрная пешка · g7 чёрная пешка · a6 чёрный конь · c6 чёрная пешка · h6 чёрная ладья · d5 чёрная пешка · f5 чёрная пешка · c4 белый слон · e4 белая пешка · a3 белый конь · f3 белый ферзь · h3 белая пешка · b2 белая пешка · c2 белая пешка · d2 белая пешка · e2 белый слон · f2 белая пешка · g2 белая пешка · e1 белый король · g1 белый конь | 6 |
| 5 | a8 чёрная ладья · c8 чёрный слон · d8 чёрный ферзь · e8 чёрный король · f8 чёрный слон · b7 чёрная пешка · d7 чёрная пешка · g7 чёрная пешка · a6 чёрный конь · c6 чёрная пешка · h6 чёрная ладья · d5 чёрная пешка · f5 чёрная пешка · c4 белый слон · e4 белая пешка · a3 белый конь · f3 белый ферзь · h3 белая пешка · b2 белая пешка · c2 белая пешка · d2 белая пешка · e2 белый слон · f2 белая пешка · g2 белая пешка · e1 белый король · g1 белый конь | a8 чёрная ладья · c8 чёрный слон · d8 чёрный ферзь · e8 чёрный король · f8 чёрный слон · b7 чёрная пешка · d7 чёрная пешка · g7 чёрная пешка · a6 чёрный конь · c6 чёрная пешка · h6 чёрная ладья · d5 чёрная пешка · f5 чёрная пешка · c4 белый слон · e4 белая пешка · a3 белый конь · f3 белый ферзь · h3 белая пешка · b2 белая пешка · c2 белая пешка · d2 белая пешка · e2 белый слон · f2 белая пешка · g2 белая пешка · e1 белый король · g1 белый конь | a8 чёрная ладья · c8 чёрный слон · d8 чёрный ферзь · e8 чёрный король · f8 чёрный слон · b7 чёрная пешка · d7 чёрная пешка · g7 чёрная пешка · a6 чёрный конь · c6 чёрная пешка · h6 чёрная ладья · d5 чёрная пешка · f5 чёрная пешка · c4 белый слон · e4 белая пешка · a3 белый конь · f3 белый ферзь · h3 белая пешка · b2 белая пешка · c2 белая пешка · d2 белая пешка · e2 белый слон · f2 белая пешка · g2 белая пешка · e1 белый король · g1 белый конь | a8 чёрная ладья · c8 чёрный слон · d8 чёрный ферзь · e8 чёрный король · f8 чёрный слон · b7 чёрная пешка · d7 чёрная пешка · g7 чёрная пешка · a6 чёрный конь · c6 чёрная пешка · h6 чёрная ладья · d5 чёрная пешка · f5 чёрная пешка · c4 белый слон · e4 белая пешка · a3 белый конь · f3 белый ферзь · h3 белая пешка · b2 белая пешка · c2 белая пешка · d2 белая пешка · e2 белый слон · f2 белая пешка · g2 белая пешка · e1 белый король · g1 белый конь | a8 чёрная ладья · c8 чёрный слон · d8 чёрный ферзь · e8 чёрный король · f8 чёрный слон · b7 чёрная пешка · d7 чёрная пешка · g7 чёрная пешка · a6 чёрный конь · c6 чёрная пешка · h6 чёрная ладья · d5 чёрная пешка · f5 чёрная пешка · c4 белый слон · e4 белая пешка · a3 белый конь · f3 белый ферзь · h3 белая пешка · b2 белая пешка · c2 белая пешка · d2 белая пешка · e2 белый слон · f2 белая пешка · g2 белая пешка · e1 белый король · g1 белый конь | a8 чёрная ладья · c8 чёрный слон · d8 чёрный ферзь · e8 чёрный король · f8 чёрный слон · b7 чёрная пешка · d7 чёрная пешка · g7 чёрная пешка · a6 чёрный конь · c6 чёрная пешка · h6 чёрная ладья · d5 чёрная пешка · f5 чёрная пешка · c4 белый слон · e4 белая пешка · a3 белый конь · f3 белый ферзь · h3 белая пешка · b2 белая пешка · c2 белая пешка · d2 белая пешка · e2 белый слон · f2 белая пешка · g2 белая пешка · e1 белый король · g1 белый конь | a8 чёрная ладья · c8 чёрный слон · d8 чёрный ферзь · e8 чёрный король · f8 чёрный слон · b7 чёрная пешка · d7 чёрная пешка · g7 чёрная пешка · a6 чёрный конь · c6 чёрная пешка · h6 чёрная ладья · d5 чёрная пешка · f5 чёрная пешка · c4 белый слон · e4 белая пешка · a3 белый конь · f3 белый ферзь · h3 белая пешка · b2 белая пешка · c2 белая пешка · d2 белая пешка · e2 белый слон · f2 белая пешка · g2 белая пешка · e1 белый король · g1 белый конь | a8 чёрная ладья · c8 чёрный слон · d8 чёрный ферзь · e8 чёрный король · f8 чёрный слон · b7 чёрная пешка · d7 чёрная пешка · g7 чёрная пешка · a6 чёрный конь · c6 чёрная пешка · h6 чёрная ладья · d5 чёрная пешка · f5 чёрная пешка · c4 белый слон · e4 белая пешка · a3 белый конь · f3 белый ферзь · h3 белая пешка · b2 белая пешка · c2 белая пешка · d2 белая пешка · e2 белый слон · f2 белая пешка · g2 белая пешка · e1 белый король · g1 белый конь | 5 |
| 4 | a8 чёрная ладья · c8 чёрный слон · d8 чёрный ферзь · e8 чёрный король · f8 чёрный слон · b7 чёрная пешка · d7 чёрная пешка · g7 чёрная пешка · a6 чёрный конь · c6 чёрная пешка · h6 чёрная ладья · d5 чёрная пешка · f5 чёрная пешка · c4 белый слон · e4 белая пешка · a3 белый конь · f3 белый ферзь · h3 белая пешка · b2 белая пешка · c2 белая пешка · d2 белая пешка · e2 белый слон · f2 белая пешка · g2 белая пешка · e1 белый король · g1 белый конь | a8 чёрная ладья · c8 чёрный слон · d8 чёрный ферзь · e8 чёрный король · f8 чёрный слон · b7 чёрная пешка · d7 чёрная пешка · g7 чёрная пешка · a6 чёрный конь · c6 чёрная пешка · h6 чёрная ладья · d5 чёрная пешка · f5 чёрная пешка · c4 белый слон · e4 белая пешка · a3 белый конь · f3 белый ферзь · h3 белая пешка · b2 белая пешка · c2 белая пешка · d2 белая пешка · e2 белый слон · f2 белая пешка · g2 белая пешка · e1 белый король · g1 белый конь | a8 чёрная ладья · c8 чёрный слон · d8 чёрный ферзь · e8 чёрный король · f8 чёрный слон · b7 чёрная пешка · d7 чёрная пешка · g7 чёрная пешка · a6 чёрный конь · c6 чёрная пешка · h6 чёрная ладья · d5 чёрная пешка · f5 чёрная пешка · c4 белый слон · e4 белая пешка · a3 белый конь · f3 белый ферзь · h3 белая пешка · b2 белая пешка · c2 белая пешка · d2 белая пешка · e2 белый слон · f2 белая пешка · g2 белая пешка · e1 белый король · g1 белый конь | a8 чёрная ладья · c8 чёрный слон · d8 чёрный ферзь · e8 чёрный король · f8 чёрный слон · b7 чёрная пешка · d7 чёрная пешка · g7 чёрная пешка · a6 чёрный конь · c6 чёрная пешка · h6 чёрная ладья · d5 чёрная пешка · f5 чёрная пешка · c4 белый слон · e4 белая пешка · a3 белый конь · f3 белый ферзь · h3 белая пешка · b2 белая пешка · c2 белая пешка · d2 белая пешка · e2 белый слон · f2 белая пешка · g2 белая пешка · e1 белый король · g1 белый конь | a8 чёрная ладья · c8 чёрный слон · d8 чёрный ферзь · e8 чёрный король · f8 чёрный слон · b7 чёрная пешка · d7 чёрная пешка · g7 чёрная пешка · a6 чёрный конь · c6 чёрная пешка · h6 чёрная ладья · d5 чёрная пешка · f5 чёрная пешка · c4 белый слон · e4 белая пешка · a3 белый конь · f3 белый ферзь · h3 белая пешка · b2 белая пешка · c2 белая пешка · d2 белая пешка · e2 белый слон · f2 белая пешка · g2 белая пешка · e1 белый король · g1 белый конь | a8 чёрная ладья · c8 чёрный слон · d8 чёрный ферзь · e8 чёрный король · f8 чёрный слон · b7 чёрная пешка · d7 чёрная пешка · g7 чёрная пешка · a6 чёрный конь · c6 чёрная пешка · h6 чёрная ладья · d5 чёрная пешка · f5 чёрная пешка · c4 белый слон · e4 белая пешка · a3 белый конь · f3 белый ферзь · h3 белая пешка · b2 белая пешка · c2 белая пешка · d2 белая пешка · e2 белый слон · f2 белая пешка · g2 белая пешка · e1 белый король · g1 белый конь | a8 чёрная ладья · c8 чёрный слон · d8 чёрный ферзь · e8 чёрный король · f8 чёрный слон · b7 чёрная пешка · d7 чёрная пешка · g7 чёрная пешка · a6 чёрный конь · c6 чёрная пешка · h6 чёрная ладья · d5 чёрная пешка · f5 чёрная пешка · c4 белый слон · e4 белая пешка · a3 белый конь · f3 белый ферзь · h3 белая пешка · b2 белая пешка · c2 белая пешка · d2 белая пешка · e2 белый слон · f2 белая пешка · g2 белая пешка · e1 белый король · g1 белый конь | a8 чёрная ладья · c8 чёрный слон · d8 чёрный ферзь · e8 чёрный король · f8 чёрный слон · b7 чёрная пешка · d7 чёрная пешка · g7 чёрная пешка · a6 чёрный конь · c6 чёрная пешка · h6 чёрная ладья · d5 чёрная пешка · f5 чёрная пешка · c4 белый слон · e4 белая пешка · a3 белый конь · f3 белый ферзь · h3 белая пешка · b2 белая пешка · c2 белая пешка · d2 белая пешка · e2 белый слон · f2 белая пешка · g2 белая пешка · e1 белый король · g1 белый конь | 4 |
| 3 | a8 чёрная ладья · c8 чёрный слон · d8 чёрный ферзь · e8 чёрный король · f8 чёрный слон · b7 чёрная пешка · d7 чёрная пешка · g7 чёрная пешка · a6 чёрный конь · c6 чёрная пешка · h6 чёрная ладья · d5 чёрная пешка · f5 чёрная пешка · c4 белый слон · e4 белая пешка · a3 белый конь · f3 белый ферзь · h3 белая пешка · b2 белая пешка · c2 белая пешка · d2 белая пешка · e2 белый слон · f2 белая пешка · g2 белая пешка · e1 белый король · g1 белый конь | a8 чёрная ладья · c8 чёрный слон · d8 чёрный ферзь · e8 чёрный король · f8 чёрный слон · b7 чёрная пешка · d7 чёрная пешка · g7 чёрная пешка · a6 чёрный конь · c6 чёрная пешка · h6 чёрная ладья · d5 чёрная пешка · f5 чёрная пешка · c4 белый слон · e4 белая пешка · a3 белый конь · f3 белый ферзь · h3 белая пешка · b2 белая пешка · c2 белая пешка · d2 белая пешка · e2 белый слон · f2 белая пешка · g2 белая пешка · e1 белый король · g1 белый конь | a8 чёрная ладья · c8 чёрный слон · d8 чёрный ферзь · e8 чёрный король · f8 чёрный слон · b7 чёрная пешка · d7 чёрная пешка · g7 чёрная пешка · a6 чёрный конь · c6 чёрная пешка · h6 чёрная ладья · d5 чёрная пешка · f5 чёрная пешка · c4 белый слон · e4 белая пешка · a3 белый конь · f3 белый ферзь · h3 белая пешка · b2 белая пешка · c2 белая пешка · d2 белая пешка · e2 белый слон · f2 белая пешка · g2 белая пешка · e1 белый король · g1 белый конь | a8 чёрная ладья · c8 чёрный слон · d8 чёрный ферзь · e8 чёрный король · f8 чёрный слон · b7 чёрная пешка · d7 чёрная пешка · g7 чёрная пешка · a6 чёрный конь · c6 чёрная пешка · h6 чёрная ладья · d5 чёрная пешка · f5 чёрная пешка · c4 белый слон · e4 белая пешка · a3 белый конь · f3 белый ферзь · h3 белая пешка · b2 белая пешка · c2 белая пешка · d2 белая пешка · e2 белый слон · f2 белая пешка · g2 белая пешка · e1 белый король · g1 белый конь | a8 чёрная ладья · c8 чёрный слон · d8 чёрный ферзь · e8 чёрный король · f8 чёрный слон · b7 чёрная пешка · d7 чёрная пешка · g7 чёрная пешка · a6 чёрный конь · c6 чёрная пешка · h6 чёрная ладья · d5 чёрная пешка · f5 чёрная пешка · c4 белый слон · e4 белая пешка · a3 белый конь · f3 белый ферзь · h3 белая пешка · b2 белая пешка · c2 белая пешка · d2 белая пешка · e2 белый слон · f2 белая пешка · g2 белая пешка · e1 белый король · g1 белый конь | a8 чёрная ладья · c8 чёрный слон · d8 чёрный ферзь · e8 чёрный король · f8 чёрный слон · b7 чёрная пешка · d7 чёрная пешка · g7 чёрная пешка · a6 чёрный конь · c6 чёрная пешка · h6 чёрная ладья · d5 чёрная пешка · f5 чёрная пешка · c4 белый слон · e4 белая пешка · a3 белый конь · f3 белый ферзь · h3 белая пешка · b2 белая пешка · c2 белая пешка · d2 белая пешка · e2 белый слон · f2 белая пешка · g2 белая пешка · e1 белый король · g1 белый конь | a8 чёрная ладья · c8 чёрный слон · d8 чёрный ферзь · e8 чёрный король · f8 чёрный слон · b7 чёрная пешка · d7 чёрная пешка · g7 чёрная пешка · a6 чёрный конь · c6 чёрная пешка · h6 чёрная ладья · d5 чёрная пешка · f5 чёрная пешка · c4 белый слон · e4 белая пешка · a3 белый конь · f3 белый ферзь · h3 белая пешка · b2 белая пешка · c2 белая пешка · d2 белая пешка · e2 белый слон · f2 белая пешка · g2 белая пешка · e1 белый король · g1 белый конь | a8 чёрная ладья · c8 чёрный слон · d8 чёрный ферзь · e8 чёрный король · f8 чёрный слон · b7 чёрная пешка · d7 чёрная пешка · g7 чёрная пешка · a6 чёрный конь · c6 чёрная пешка · h6 чёрная ладья · d5 чёрная пешка · f5 чёрная пешка · c4 белый слон · e4 белая пешка · a3 белый конь · f3 белый ферзь · h3 белая пешка · b2 белая пешка · c2 белая пешка · d2 белая пешка · e2 белый слон · f2 белая пешка · g2 белая пешка · e1 белый король · g1 белый конь | 3 |
| 2 | a8 чёрная ладья · c8 чёрный слон · d8 чёрный ферзь · e8 чёрный король · f8 чёрный слон · b7 чёрная пешка · d7 чёрная пешка · g7 чёрная пешка · a6 чёрный конь · c6 чёрная пешка · h6 чёрная ладья · d5 чёрная пешка · f5 чёрная пешка · c4 белый слон · e4 белая пешка · a3 белый конь · f3 белый ферзь · h3 белая пешка · b2 белая пешка · c2 белая пешка · d2 белая пешка · e2 белый слон · f2 белая пешка · g2 белая пешка · e1 белый король · g1 белый конь | a8 чёрная ладья · c8 чёрный слон · d8 чёрный ферзь · e8 чёрный король · f8 чёрный слон · b7 чёрная пешка · d7 чёрная пешка · g7 чёрная пешка · a6 чёрный конь · c6 чёрная пешка · h6 чёрная ладья · d5 чёрная пешка · f5 чёрная пешка · c4 белый слон · e4 белая пешка · a3 белый конь · f3 белый ферзь · h3 белая пешка · b2 белая пешка · c2 белая пешка · d2 белая пешка · e2 белый слон · f2 белая пешка · g2 белая пешка · e1 белый король · g1 белый конь | a8 чёрная ладья · c8 чёрный слон · d8 чёрный ферзь · e8 чёрный король · f8 чёрный слон · b7 чёрная пешка · d7 чёрная пешка · g7 чёрная пешка · a6 чёрный конь · c6 чёрная пешка · h6 чёрная ладья · d5 чёрная пешка · f5 чёрная пешка · c4 белый слон · e4 белая пешка · a3 белый конь · f3 белый ферзь · h3 белая пешка · b2 белая пешка · c2 белая пешка · d2 белая пешка · e2 белый слон · f2 белая пешка · g2 белая пешка · e1 белый король · g1 белый конь | a8 чёрная ладья · c8 чёрный слон · d8 чёрный ферзь · e8 чёрный король · f8 чёрный слон · b7 чёрная пешка · d7 чёрная пешка · g7 чёрная пешка · a6 чёрный конь · c6 чёрная пешка · h6 чёрная ладья · d5 чёрная пешка · f5 чёрная пешка · c4 белый слон · e4 белая пешка · a3 белый конь · f3 белый ферзь · h3 белая пешка · b2 белая пешка · c2 белая пешка · d2 белая пешка · e2 белый слон · f2 белая пешка · g2 белая пешка · e1 белый король · g1 белый конь | a8 чёрная ладья · c8 чёрный слон · d8 чёрный ферзь · e8 чёрный король · f8 чёрный слон · b7 чёрная пешка · d7 чёрная пешка · g7 чёрная пешка · a6 чёрный конь · c6 чёрная пешка · h6 чёрная ладья · d5 чёрная пешка · f5 чёрная пешка · c4 белый слон · e4 белая пешка · a3 белый конь · f3 белый ферзь · h3 белая пешка · b2 белая пешка · c2 белая пешка · d2 белая пешка · e2 белый слон · f2 белая пешка · g2 белая пешка · e1 белый король · g1 белый конь | a8 чёрная ладья · c8 чёрный слон · d8 чёрный ферзь · e8 чёрный король · f8 чёрный слон · b7 чёрная пешка · d7 чёрная пешка · g7 чёрная пешка · a6 чёрный конь · c6 чёрная пешка · h6 чёрная ладья · d5 чёрная пешка · f5 чёрная пешка · c4 белый слон · e4 белая пешка · a3 белый конь · f3 белый ферзь · h3 белая пешка · b2 белая пешка · c2 белая пешка · d2 белая пешка · e2 белый слон · f2 белая пешка · g2 белая пешка · e1 белый король · g1 белый конь | a8 чёрная ладья · c8 чёрный слон · d8 чёрный ферзь · e8 чёрный король · f8 чёрный слон · b7 чёрная пешка · d7 чёрная пешка · g7 чёрная пешка · a6 чёрный конь · c6 чёрная пешка · h6 чёрная ладья · d5 чёрная пешка · f5 чёрная пешка · c4 белый слон · e4 белая пешка · a3 белый конь · f3 белый ферзь · h3 белая пешка · b2 белая пешка · c2 белая пешка · d2 белая пешка · e2 белый слон · f2 белая пешка · g2 белая пешка · e1 белый король · g1 белый конь | a8 чёрная ладья · c8 чёрный слон · d8 чёрный ферзь · e8 чёрный король · f8 чёрный слон · b7 чёрная пешка · d7 чёрная пешка · g7 чёрная пешка · a6 чёрный конь · c6 чёрная пешка · h6 чёрная ладья · d5 чёрная пешка · f5 чёрная пешка · c4 белый слон · e4 белая пешка · a3 белый конь · f3 белый ферзь · h3 белая пешка · b2 белая пешка · c2 белая пешка · d2 белая пешка · e2 белый слон · f2 белая пешка · g2 белая пешка · e1 белый король · g1 белый конь | 2 |
| 1 | a8 чёрная ладья · c8 чёрный слон · d8 чёрный ферзь · e8 чёрный король · f8 чёрный слон · b7 чёрная пешка · d7 чёрная пешка · g7 чёрная пешка · a6 чёрный конь · c6 чёрная пешка · h6 чёрная ладья · d5 чёрная пешка · f5 чёрная пешка · c4 белый слон · e4 белая пешка · a3 белый конь · f3 белый ферзь · h3 белая пешка · b2 белая пешка · c2 белая пешка · d2 белая пешка · e2 белый слон · f2 белая пешка · g2 белая пешка · e1 белый король · g1 белый конь | a8 чёрная ладья · c8 чёрный слон · d8 чёрный ферзь · e8 чёрный король · f8 чёрный слон · b7 чёрная пешка · d7 чёрная пешка · g7 чёрная пешка · a6 чёрный конь · c6 чёрная пешка · h6 чёрная ладья · d5 чёрная пешка · f5 чёрная пешка · c4 белый слон · e4 белая пешка · a3 белый конь · f3 белый ферзь · h3 белая пешка · b2 белая пешка · c2 белая пешка · d2 белая пешка · e2 белый слон · f2 белая пешка · g2 белая пешка · e1 белый король · g1 белый конь | a8 чёрная ладья · c8 чёрный слон · d8 чёрный ферзь · e8 чёрный король · f8 чёрный слон · b7 чёрная пешка · d7 чёрная пешка · g7 чёрная пешка · a6 чёрный конь · c6 чёрная пешка · h6 чёрная ладья · d5 чёрная пешка · f5 чёрная пешка · c4 белый слон · e4 белая пешка · a3 белый конь · f3 белый ферзь · h3 белая пешка · b2 белая пешка · c2 белая пешка · d2 белая пешка · e2 белый слон · f2 белая пешка · g2 белая пешка · e1 белый король · g1 белый конь | a8 чёрная ладья · c8 чёрный слон · d8 чёрный ферзь · e8 чёрный король · f8 чёрный слон · b7 чёрная пешка · d7 чёрная пешка · g7 чёрная пешка · a6 чёрный конь · c6 чёрная пешка · h6 чёрная ладья · d5 чёрная пешка · f5 чёрная пешка · c4 белый слон · e4 белая пешка · a3 белый конь · f3 белый ферзь · h3 белая пешка · b2 белая пешка · c2 белая пешка · d2 белая пешка · e2 белый слон · f2 белая пешка · g2 белая пешка · e1 белый король · g1 белый конь | a8 чёрная ладья · c8 чёрный слон · d8 чёрный ферзь · e8 чёрный король · f8 чёрный слон · b7 чёрная пешка · d7 чёрная пешка · g7 чёрная пешка · a6 чёрный конь · c6 чёрная пешка · h6 чёрная ладья · d5 чёрная пешка · f5 чёрная пешка · c4 белый слон · e4 белая пешка · a3 белый конь · f3 белый ферзь · h3 белая пешка · b2 белая пешка · c2 белая пешка · d2 белая пешка · e2 белый слон · f2 белая пешка · g2 белая пешка · e1 белый король · g1 белый конь | a8 чёрная ладья · c8 чёрный слон · d8 чёрный ферзь · e8 чёрный король · f8 чёрный слон · b7 чёрная пешка · d7 чёрная пешка · g7 чёрная пешка · a6 чёрный конь · c6 чёрная пешка · h6 чёрная ладья · d5 чёрная пешка · f5 чёрная пешка · c4 белый слон · e4 белая пешка · a3 белый конь · f3 белый ферзь · h3 белая пешка · b2 белая пешка · c2 белая пешка · d2 белая пешка · e2 белый слон · f2 белая пешка · g2 белая пешка · e1 белый король · g1 белый конь | a8 чёрная ладья · c8 чёрный слон · d8 чёрный ферзь · e8 чёрный король · f8 чёрный слон · b7 чёрная пешка · d7 чёрная пешка · g7 чёрная пешка · a6 чёрный конь · c6 чёрная пешка · h6 чёрная ладья · d5 чёрная пешка · f5 чёрная пешка · c4 белый слон · e4 белая пешка · a3 белый конь · f3 белый ферзь · h3 белая пешка · b2 белая пешка · c2 белая пешка · d2 белая пешка · e2 белый слон · f2 белая пешка · g2 белая пешка · e1 белый король · g1 белый конь | a8 чёрная ладья · c8 чёрный слон · d8 чёрный ферзь · e8 чёрный король · f8 чёрный слон · b7 чёрная пешка · d7 чёрная пешка · g7 чёрная пешка · a6 чёрный конь · c6 чёрная пешка · h6 чёрная ладья · d5 чёрная пешка · f5 чёрная пешка · c4 белый слон · e4 белая пешка · a3 белый конь · f3 белый ферзь · h3 белая пешка · b2 белая пешка · c2 белая пешка · d2 белая пешка · e2 белый слон · f2 белая пешка · g2 белая пешка · e1 белый король · g1 белый конь | 1 |
|   | a | b | c | d | e | f | g | h |   |

Роберт Макколл ходит f5-e4, тем самым бьёт своей пешкой пешку Брайана Пламмера, и делая гарде. Обращает на себя внимание расстановка белых, у которых по непонятной причине два белопольных слона, при этом очевидно отсутствие проходных пешек.

## В ролях
| Актёр               | Роль                           |
| ------------------- | ------------------------------ |
| Дензел Вашингтон    | Роберт Макколл                 |
| Мартон Чокаш        | Николай Итченко / Тедди Ренсон |
| Дэвид Харбор        | Фрэнк Мастерс                  |
| Хейли Беннетт       | Мэнди                          |
| Джонни Скауэртис    | Ральфи                         |
| Хлоя Морец          | Алина / Тери                   |
| Билл Пуллман        | Брайан Пламмер                 |
| Мелисса Лео         | Сьюзен Пламмер                 |
| Роберт Уолберг      | детектив Харрис                |
| Дэвид Мюнье         | Слави                          |
| Алекс Видов         | Теви                           |
| Виталий Штабной     | Энди                           |
| Серж Диденко        | русский                        |
| Александр Дворников | русский шофёр                  |
| Пётр Олейник        | русский                        |
| Владимир Кулич      | Владимир Пушкин                |

## Создание
В декабре 2011 стало известно, что финансировать фильм будет Sony Pictures Entertainment и Escape Artists, а Роберта Макколла сыграет Дензел Вашингтон. В 2010 году на роль Роберта МакКолла претендовал Рассел Кроу. 21 марта 2013 Антуан Фукуа занял пост режиссёра. 10 мая 2013 года было объявлено, что Хлоя Морец сыграет в фильме проститутку Тери. 31 мая 2013 Мелисса Лео присоединилась к актёрскому составу фильма.
Съёмки фильма начались в июне 2013 и проходили в штате Массачусетс: в городах Хейвенхилле, Ипсуиче, Саут-Гамильтоне, Солсбери и Челси.
В состав саундтрека фильма вошла песня Eminem и Sia «Guts over Fear».
Главный герой использует часы финской компании Suunto, модель Core All Black. На дисплее большими цифрами отображается секундомер. В стандартной модели отсутствует такая возможность. Часы были модифицированы специально для съёмок фильма для визуальной наглядности.
Одна из 91 книги, которые читает главный герой, — это «Старик и море» Эрнеста Хемингуэя. О названии ещё одной можно косвенно догадаться, когда в диалоге с Алиной МакКолл рассказывает ей, что читает книгу про «одного парня, который думает, что он рыцарь в сияющих доспехах, хотя эпоха рыцарей прошла». Вероятно, это «Дон Кихот». Наконец, в финальных кадрах показывают ещё одну книгу — это «Человек-невидимка».